# Орлиные крылья

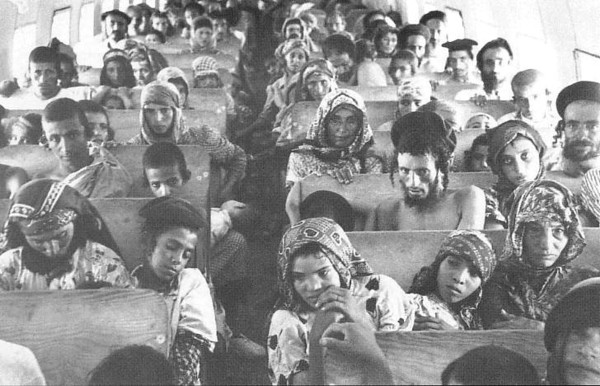
Йеменские евреи на пути из Адена в Израиль.

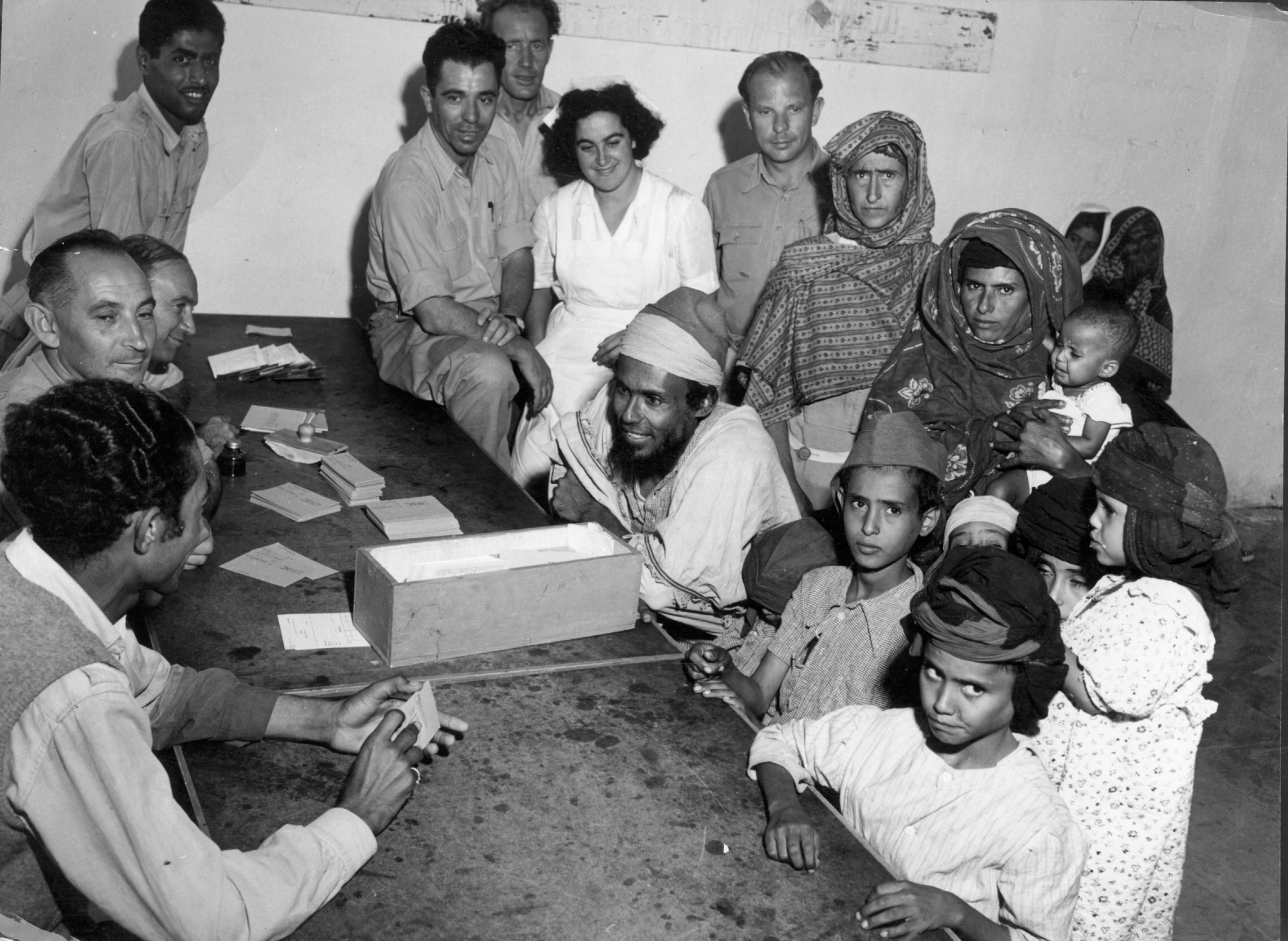
Йеменские евреи в эмиграционном офисе Тель-Авива.

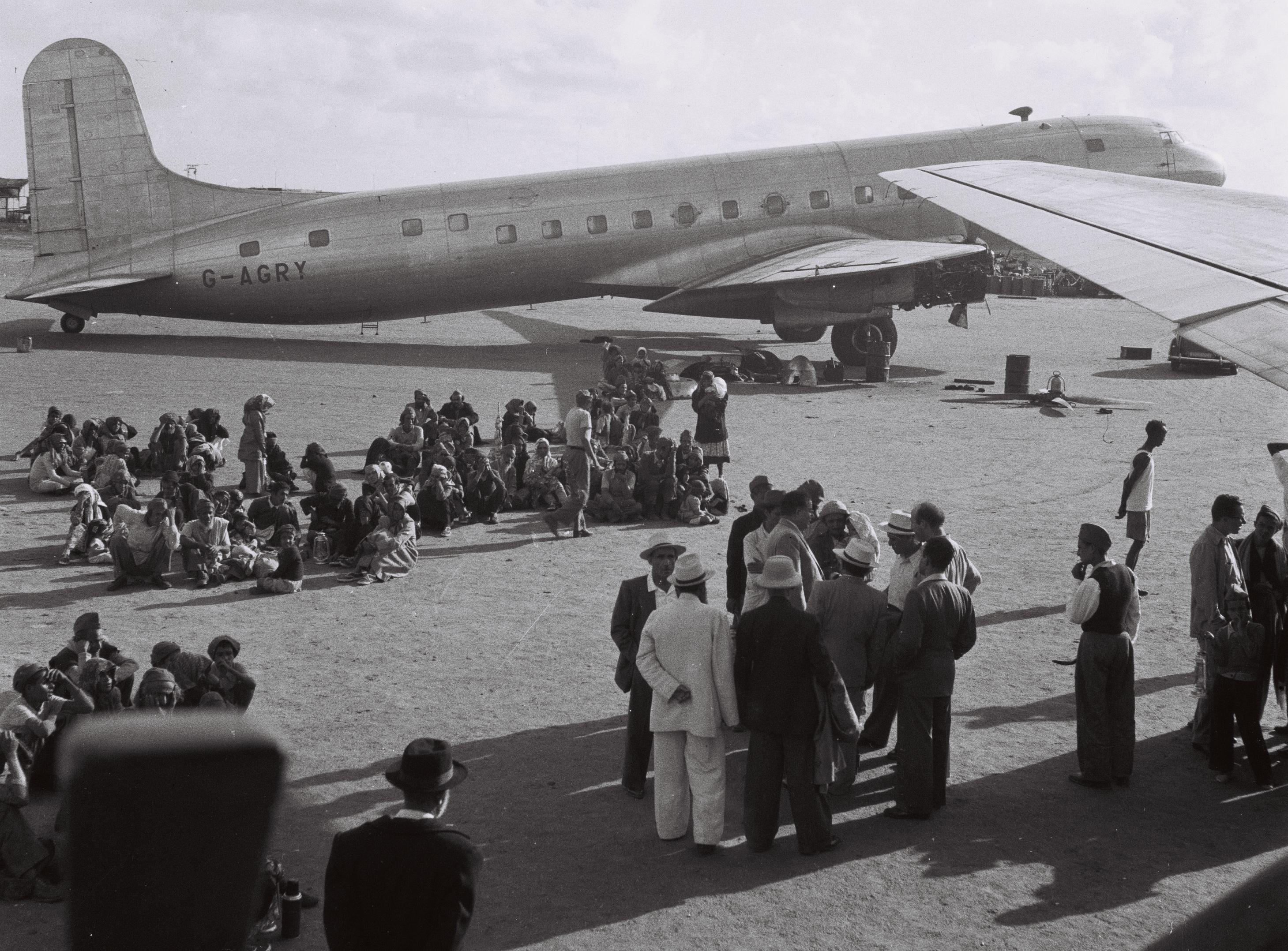
Йеменские евреи, ожидающие посадки на самолёт для вылета в Израиль. Аден, Йемен. 1 ноября 1949 года.

Операция «Орлиные крылья» (ивр. מבצע על כנפי נשרים‎) или операция «Ковёр-самолёт» (Operation Magic Carpet) — эвакуация евреев из Йемена после Аденского погрома в период с июня 1949 по сентябрь 1950 года. Эвакуация евреев производилась в Израиль, где боевые действия были прекращены в июле 1949 года.
Название операции взято из библейских стихов: «Вас Я поднял на орлиных крыльях» (Исх. 19:4) и «а надеющиеся на Господа обновятся в силе: поднимут крылья, как орлы, потекут — и не устанут, пойдут — и не утомятся.» (Ис. 40:31). Йеменские евреи называли прибывшие за ними самолёты «орлиными крыльями».

## Исторический фон
Считается, что евреи начали селиться в Йемене до падения Первого Храма. Существуют древние свидетельства присутствия еврейской общины, начиная с III века до н. э. до III века н. э.
В 1948 году в Йемене проживало 55 000 евреев, а в Британской колонии Аден 8 000 евреев. 52 тысячи евреев Йемена были вывезены из этой страны в ходе операции «Волшебный ковёр».
После провозглашения Плана ООН по разделу Палестины 1947 г. во многих мусульманских странах, в том числе в Йемене, начались гонения на евреев. В Адене начались еврейские погромы, во время которых были убиты 82 еврея и разрушены их дома. В 1948 г. началась новая волна разграбления имущества евреев после обвинения евреев в убийстве двух йеменских мусульманок.

## Операция «Орлиные крылья»
До основания Израиля йеменские власти препятствовали выезду евреев, но после провозглашения государства евреям было разрешено ехать в Израиль. Проведение операции происходило в сжатые сроки, так как существовало подозрение, что правительство может передумать, и ворота страны закроются.
Tочное количество собирающихся репатриироваться было неизвестно. Возле Адена был организован лагерь (названный «Избавление»), куда евреи со всего Йемена шли практически пешком. Несколько десятков израильских инструкторов, сумевших проникнуть в Йемен, ничем помочь им не могли, поскольку находились непосредственно в лагере.
В 1949—1950 годах Израиль эвакуировал по воздуху из Йемена 50 тысяч евреев местной общины, стекавшихся со всех концов страны в лагерь «Избавление». Начиная с сентября 1949 года самолёты ежедневно перевозили в Израиль по 500 евреев из Йемена. До конца 1949 года в Израиль прибыло 35 тысяч беженцев из Йемена. Последний рейс приземлился в Израиле в сентябре 1950 года.
Кроме йеменских евреев, в ходе операции в Израиль были доставлены 1500 евреев из Джибути и 500 из Эритреи.